# Bøl (Slesvig)
 For alternative betydninger, se Bøl. (Se også artikler, som begynder med Bøl)
Bøl (dansk) eller Boel (tysk) er en landsby og kommune beliggende cirka 20 kilometer nordøst for Slesvig by i Angel i Sydslesvig. Administrativt hører kommunen under Slesvig-Flensborg kreds i den nordtyske delstat Slesvig-Holsten. Kommunen samarbejder på administrativt plan med andre kommuner i omegnen i Sønder Brarup kommunefællesskab (Amt Süderbrarup). Bøl er sogneby i Bøl Sogn. Sognet lå i Strukstrup Herred (Gottorp Amt, Sønderjylland), da området tilhørte Danmark.

## Geografi
Kommunen er beliggende i et let kuperet morænelandskab nord for Sli-fjorden i landskabet Angel. Arealanvendelsen i området er overvejende landbrug med flere landbrugsbedrifter og spredt bebyggelse. Landsbyens vestlige del kaldes også for Nyby (Nieby). I Oksbækkens dal i nærheden af landsbyen ligger den 300 meter lange og 10 meter høje gletscheraflejrede sandbanke Åsen.
Den nuværende kommune blev dannet ved kommunalreformen i 1974 ved sammenlægning af Bøl og Bøl Skovby (på tysk: Böelschuby). Til kommunen hører også Bilvad (på tysk: Billwatt), Borrishaag, Bøllemose (Billmoor), Bølskovby Mølle, Bølskovbygaard, Bølnørremark (Boelnorderfeld), Bølvestermark (Boelwesterfeld), Hatskov (Hattschau), Lerbjerg (fra oldnordisk leirr og leira, Lehmberg), Møllemose (Möllmoos), Ny Bøl Skovby, Ravnholtsløk eller Ravnholtsløkke (Rabenholzlück), Stoltoft, Tisholt (Thiesholz), Tingvad (Dingswatt) og Ulvegrav (Böelulegraff).

## Historie
Bøl er første gang nævnt 1231 i Valdemars Jordebog som Bølæ. Stednavnet er afledt af boeli (oldnordisk: ból eller muligvis oldnordisk býli), som beskriver en gård, en beboet plads eller så stort et jordstykke, at det gav en fri bonde og hans familie fuldt underhold . Bøl Skovby er første gang nævnt 1145/1450.
Landsbyen var i middelalderen i kongens eje. Senere kom enkelte gårde under Flarupgaard gods. I årene 1644 og 1645 blev landsbyen angrebet og plyndret af den svenske hær. I 1808 har der været inkvarteret franske soldater. Skolesproget i byen var op til 1864 dansk. I 1871 dannedes Bøl Kommune. I årene 1887 til 1968 var der et mejeri i Bøl. Kommunen rådede i 1970 over et areal på 770 ha og havde 493 indbyggere. I 1974 blev nabokommunen Bøl Skovby indlemmet.
Byens romanske kirke er fra 1200-tallet. Kirken er bygget af mursten og tækket med skifer. På alteret står årstallet 1649. Kirken var indviet til den hellige Ursula.